# Americana (album The Offspring)
Americana è il quinto album in studio del gruppo musicale statunitense The Offspring, pubblicato il 17 novembre 1998 dalla Columbia Records.
Ha venduto più di 11 milioni di copie ed ha avuto la certificazione di cinque dischi di platino.
L'album è stato inoltre inserito, al 20º posto, nella classifica dei 50 migliori album punk di sempre secondo la rivista Kerrang!.
L'intro parlato del brano Pretty Fly (for a White Guy) è lo stesso del brano dei Def Leppard Rock of Ages contenuto nell'album Pyromania (1983).

## Tracce
Testi e musiche di Offspring, eccetto dove indicato.
1. Welcome – 0:09
2. Have You Ever – 3:56
3. Staring at the Sun – 2:12
4. Pretty Fly (for a White Guy) – 3:05
5. The Kids Aren't Alright – 2:59
6. Feelings – 2:49 (Morris Albert, Louis Felix-Marie Gaste, Mauricio Alberto Kaiserman, Dexter Holland) – cover di Morris Albert
7. She's Got Issues – 3:47
8. Walla Walla – 2:54
9. The End of the Line – 2:58
10. No Brakes – 2:03
11. Why Don't You Get a Job? – 2:51
12. Americana – 3:13
13. Pay the Man – 10:19 – dopo 1:06 minuti dal termine del brano (8:10-9:16) inizia la traccia fantasma Pretty Fly (Reprise)

## Formazione
Gruppo
- Dexter Holland - voce, chitarra
- Greg K - basso, cori
- Noodles - chitarra, cori
- Ron Welty - batteria

Altri musicisti
- Higgins (X-13) - voce aggiuntiva in Pretty Fly (for a White Guy), cori, percussioni, chitarra, maracas[33][34][35]
- John Mayer - spoken word in Welcome, voce aggiuntiva in Pretty Fly (Reprise)
- Calvert "Larry Bud Melman" DeForest - battute assortite, voce aggiuntiva in Pretty Fly (Reprise)
- Heidi Villagran, Nika Futterman Frost - voce aggiuntiva in Pretty Fly (for a White Guy) e Pretty Fly (Reprise)
- Jack Grisham, Davey Havok, Jim Lindberg - cori
- Mariachi Campestre - chitarra, guitarrón, tromba, viella e violino in Pretty Fly (Reprise)
- Gabe McNair, Phil Jordan - corni in Why Don't You Get a Job?
- Derrick Davis - flauto in Why Don't You Get a Job?

## Classifiche

### Classifiche settimanali
| Classifica (1998-2022) | Posizione massima |
| ---------------------- | ----------------- |
| Australia              | 1                 |
| Austria                | 1                 |
| Belgio (Fiandre)       | 4                 |
| Belgio (Vallonia)      | 17                |
| Canada                 | 3                 |
| Danimarca              | 2                 |
| Europa                 | 2                 |
| Finlandia              | 2                 |
| Francia                | 2                 |
| Germania               | 5                 |
| Grecia                 | 28                |
| Italia                 | 3                 |
| Malaysia               | 4                 |
| Norvegia               | 2                 |
| Nuova Zelanda          | 1                 |
| Paesi Bassi            | 6                 |
| Portogallo             | 3                 |
| Regno Unito            | 10                |
| Stati Uniti            | 2                 |
| Svezia                 | 1                 |
| Svizzera               | 5                 |

### Classifiche di fine anno
| Classifica (1998) | Posizione |
| ----------------- | --------- |
| Australia         | 22        |
| Classifica (1999) | Posizione |
| Australia         | 3         |
| Austria           | 1         |
| Belgio (Fiandre)  | 14        |
| Belgio (Vallonia) | 31        |
| Danimarca         | 14        |
| Francia           | 9         |
| Germania          | 9         |
| Italia            | 23        |
| Nuova Zelanda     | 8         |
| Paesi Bassi       | 21        |
| Regno Unito       | 50        |
| Stati Uniti       | 7         |
| Svezia            | 5         |
| Svizzera          | 17        |

### Classifiche di fine decennio
| Classifica (1990–1999) | Posizione |
| ---------------------- | --------- |
| Stati Uniti            | 75        |